# Tout le foot minute par minute
Tout le foot minute par minute (« Tutto il calcio minuto per minuto » en italien) est une émission radiophonique sportive italienne diffusée depuis 1959 sur la radio publique italienne Radio 1.

## Historique
Tutto il calcio minuto per minuto a été lancée par Guglielmo Moretti, Roberto Bortoluzzi qui la présentera jusqu'en 1987, et Sergio Zavoli.
Elle est diffusée le samedi et le dimanche, de 14h50 à 17h05. Elle est présentée par Alfredo Provenzali et Filippo Corsini.
Durant l'age d'or de l'émission, dans les années 1970 et 1980, l'émission pouvait rassembler jusqu'à 25 millions d'auditeurs.

## Sources
- (it) Cet article est partiellement ou en totalité issu de l’article de Wikipédia en italien intitulé « Tutto il calcio minuto per minuto » (voir la liste des auteurs).